# Typedef
typedef ist in den Programmiersprachen C und C++ ein Schlüsselwort, das zur Erstellung eines Alias für einen Datentyp verwendet wird.
Ein einfaches Beispiel, bei dem ein neuer Typ für ganzzahlige Geschwindigkeiten festgelegt wird, wäre zum vordefinierten Typ int identisch:
```
typedef
 
int
 
km_pro_Stunde
;

```

Häufiger wird typedef für kompliziertere Definitionen verwendet:
Es ist möglich und üblich, von abgeleiteten Typen weitere Ableitungen zu definieren:
```
int
 
array
[
10
][
20
];
  
// Array mit 10 Elementen, wobei jedes Element ein Array von 20 »int« ist.

int
  
*
p
 
[
10
];
       
// Array mit 10 Elementen, wobei jedes Element ein »int *« (=Zeiger auf »int«) ist.

int
 
(
*
q
)[
10
];
       
// Zeiger auf ein Array mit 10 »int«-Elementen.

int
 
(
*
f
)(
int
 
*
);
    
// Zeiger auf eine Funktion, die einen »int *«-Parameter hat und ein »int« zurückgibt

```

Dies kann schnell zu komplexen und unübersichtlichen Deklarationen führen. Über eine typedef-Deklaration ist es möglich, für einen (möglicherweise zu komplexen) Datentyp einen einfachen Namen zu vergeben:
```
void
 
*
(
*
get_cb
(
int
))(
void
 
*
);
      
// Unübersichtlich!

// Besser:

typedef
 
void
 
*
(
*
callback
)(
void
 
*
);
 
// Typedef:  »callback« ist ein Zeiger auf eine Funktion,

                                   
// die einen »void*«-Parameter hat und ein »void*« zurückgibt

callback
 
get_cb
(
int
);
              
// Übersichtlicher: »get_cb« hat einen »int«-Parameter und gibt einen

                                   
// »callback«-Funktionszeiger zurück

```